# Faculdade de Educação da Baixada Fluminense
A Faculdade de Educação da Baixada Fluminense (FEBF) é uma unidade acadêmica da Universidade do Estado do Rio de Janeiro - UERJ e foi criada em 1962 como Curso de Formação de Professores para o Ensino Normal no antigo Estado do Rio de Janeiro. Mais tarde, em 1982, já como Curso de Pedagogia, foi incorporada à UERJ e, em 1986, finalmente transformada em unidade acadêmica, recebendo a atual gestão.
Foi a primeira instituição pública de ensino superior da macrorregião e está voltada para a formação de professores enquanto projeto de intervenção na melhoria da qualidade de vida e trabalho dessa população.
Oferece atualmente os seguintes cursos: Graduação em Pedagogia, Licenciatura em Matemática, Licenciatura em Geografia, Licenciatura em História, Licenciatura em Cinema e Audiovisual e Pós-Graduação lato sensu em Metodologia do Ensino dos 1º. E 2º. Graus (atualmente sendo reformulado para Organização Curricular e Prática docente na Educação Básica).
Nos seus mais de 40 anos de existência, a Unidade graduou aproximadamente seis mil profissionais, a maior parte dos quais ainda em exercício nas redes Municipais e Estadual de Educação Pública.
Dessa forma, a FEBF promove a formação (inicial e continuada) de professores do ensino médio e ensino fundamental, assessorando o desenvolvimento de cursos de formação para o trabalho educativo de agentes comunitários de saúde e trabalhadores da enfermagem, além de ministrar Cursos de Alfabetização para a comunidade da Baixada Fluminense e sediar (em convênio) um curso de Pré-Vestibular Comunitário.
Desde 2001 a FEBF organiza-se em torno dos seguintes departamentos: Departamento de Ciências e Fundamentos da Educação, Departamento de Formação de Professores e Departamento de Gestão de Sistemas Educacionais.
Além dessa estrutura acadêmica a Faculdade possui cinco núcleos de atividades complementares: o Núcleo de Educação Continuada – NEC, o Programa Integrado de Pesquisas e Cooperação Técnica na Baixada Fluminense – PINBA, o Laboratório de Rádio UERJ/Baixada – RÁDIO KAXINAWÁ -, a Coordenação de Desenvolvimento Acadêmico e Laborav (Laboratório de Recursos Áudio Visuais).
Em outubro de 2006 a CAPES aprovou o Mestrado em Educação, Cultura e Comuncicação em periferias urbanas da FEBF - primeiro de sua área em todo o Brasil.